# Dalma Gálfi
Dalma Gálfi, née le 13 août 1998 à Veszprém, est une joueuse de tennis hongroise professionnelle.
En 2015, elle remporte le tournoi junior de l'US Open en battant l'Américaine Sofia Kenin en finale. Cette même année, elle finit l'année championne du monde junior ITF.

## Carrière
Avant son éclosion en simple, Dalma Gálfi s'était déjà illustrée en double à Wimbledon en atteignant la finale du tournoi junior en 2014 puis en remportant le tournoi en 2015 avec sa compatriote Fanny Stollár.
Elle dispute la première finale WTA 125 de sa carrière en 2022 à Contrexeville; elle est battue par l'Italienne Sara Errani (4-6, 6-1, 6-7).
Toujours en WTA 125, elle parvient, en avril 2024, en finale du tournoi de La Bisbal avec sa compatriote Tímea Babos mais ne peut disputer cette finale en raison d'une blessure au genou droit.

## Palmarès

### Titres en simple en WTA 125
| No | Date       | Nom et lieu du tournoi      | Catégorie | Dotation  | Surface      | Finaliste       | Score         |          |
| -- | ---------- | --------------------------- | --------- | --------- | ------------ | --------------- | ------------- | -------- |
| 1  | 14-04-2025 | Oeiras Ladies Open, Oeiras  | WTA 125   | 115 000 $ | Terre (ext.) | Katie Volynets  | 4-6, 6-1, 6-2 | Parcours |
| 2  | 28-04-2025 | Catalonia Open WTA 125, Vic | WTA 125   | 115 000 $ | Terre (ext.) | Rebeka Masarova | 6-3, 6-0      | Parcours |

### Finales en simple en WTA 125
| No | Date       | Nom et lieu du tournoi                                    | Catégorie | Dotation  | Surface      | Vainqueure        | Score          |          |
| -- | ---------- | --------------------------------------------------------- | --------- | --------- | ------------ | ----------------- | -------------- | -------- |
| 1  | 04-07-2022 | Grand Est Open 88, Contrexéville                          | WTA 125   | 115 000 $ | Terre (ext.) | Sara Errani       | 6-4, 1-6, 7-64 | Parcours |
| 2  | 31-03-2025 | Open Internacional Femeni Solgironès, La Bisbal d'Empordà | WTA 125   | 115 000 $ | Terre (ext.) | Darja Semenistaja | 5-7, 6-0, 6-4  | Parcours |

### Finale en double en WTA 125
| No | Date       | Nom et lieu du tournoi                                   | Catégorie | Dotation  | Surface      | Vainqueures                      | Partenaire  | Score   |          |
| -- | ---------- | -------------------------------------------------------- | --------- | --------- | ------------ | -------------------------------- | ----------- | ------- | -------- |
| 1  | 01-04-2024 | Open Internacional Femeni Solgironès La Bisbal d'Empordà | WTA 125   | 115 000 $ | Terre (ext.) | Miriam Kolodziejová Anna Sisková | Tímea Babos | Forfait | Parcours |

## Parcours en Grand Chelem

### En simple dames
| Année | Open d'Australie | Open d'Australie    | Internationaux de France | Internationaux de France | Wimbledon      | Wimbledon             | US Open         | US Open              |
| ----- | ---------------- | ------------------- | ------------------------ | ------------------------ | -------------- | --------------------- | --------------- | -------------------- |
| 2017  | Q2               | Lina Gjorcheska     | Q1                       | Jessika Ponchet          | Q1             | Antonia Lottner       | Q1              | A. K. Schmiedlová    |
|       |                  |                     |                          |                          |                |                       |                 |                      |
| 2020  | —                | —                   | Q3                       | Varvara Lepchenko        | —              | —                     | —               | —                    |
| 2021  | Q1               | Anna Kalinskaya     | Q1                       | Jana Fett                | Q1             | Anna Kalinskaya       | 1er tour (1/64) | Petra Martić         |
| 2022  | Q2               | Indy de Vroome      | 1er tour (1/64)          | Olga Danilović           | 2e tour (1/32) | Kaja Juvan            | 3e tour (1/16)  | Veronika Kudermetova |
| 2023  | 1er tour (1/64)  | Zheng Qinwen        | 1er tour (1/64)          | Varvara Gracheva         | 3e tour (1/16) | Ekaterina Alexandrova | Q2              | Elena-Gabriela Ruse  |
| 2024  | Q2               | Priscilla Hon       | 1er tour (1/64)          | Kateřina Siniaková       | 2e tour (1/32) | Danielle Collins      | Q1              | Zeynep Sönmez        |
| 2025  | Q1               | Oksana Selekhmeteva | Q2                       | Tereza Valentová         | 3e tour (1/16) | Amanda Anisimova      |                 |                      |

N.B. : à droite du résultat se trouve le nom de l'ultime adversaire.

### En double dames
| 2022 | —                                                                             | —                                                                                | 2e tour (1/16) A. Kalinskaya \|\| style="text-align:left;" \| A. Bondár G. Minnen | 1er tour (1/32) D. Yastremska \|\| style="text-align:left;" \| B. Bencic S. Sanders | 1/8 de finale B. Pera \|\| style="text-align:left;" \| C. McNally T. Townsend |   |
| 2023 | 1er tour (1/32) B. Pera \|\| style="text-align:left;" \| A. Danilina S. Mirza | 2e tour (1/16) K. Piter \|\| style="text-align:left;" \| G. Dabrowski L. Stefani | —                                                                                 | —                                                                                   | —                                                                             | — |

N.B. : le nom de la partenaire se trouve sous le résultat ; le nom des ultimes adversaires se trouve à droite.

## Parcours en WTA 1000
Les WTA 1000 (à partir de 2021) constituent les catégories d'épreuves les plus prestigieuses, après les quatre levées du Grand Chelem.

### En simple dames
| Année |       |                |                |                                 |                               |                            |            |       |             |                             |  |  |
| Doha  | Dubaï | Indian Wells   | Miami          | Madrid                          | Rome                          | Canada                     | Cincinnati | Pékin |             | Wuhan                       |  |  |
| Doha  | Dubaï | Indian Wells   | Miami          | Madrid                          | Rome                          | Canada                     | Cincinnati | Pékin | Guadalajara |                             |  |  |
| Doha  | Dubaï | Indian Wells   | Miami          | Madrid                          | Rome                          | Canada                     | Cincinnati | Pékin |             |                             |  |  |
| 2022  |       |                | Hors catégorie | 1er tour (1/64) A. Van Uytvanck | 2e tour (1/32) V. Kudermetova |                            |            |       |             | Hors calendrier             |  |  |
| 2023  |       | Hors catégorie |                | 2e tour (1/32) C. Garcia        | 1er tour (1/64) A. Sasnovich  | 1er tour (1/64) C. McNally |            |       |             |                             |  |  |
| 2024  |       |                |                |                                 |                               |                            |            |       |             | 1er tour (1/64) K. Volynets |  |  |

Sous le résultat, l’ultime adversaire.
1. 1 2   Les tournois de Doha et Dubaï alternent le statut de tournoi WTA 1000 (ex Premier 5) entre 2009 et 2023 : les trois premières éditions ont lieu à Dubaï, les trois suivantes à Doha, puis Dubaï accueille le tournoi de cette catégorie les années impaires et Dubaï les années paires. De 2011 à 2023, la ville qui n’accueille pas de WTA 1000 organise à la place un tournoi WTA 500 (ex Premier).
2. 1 2 3 4 5 6 7   L’ordre de déroulement des tournois a évolué depuis 2009 : Rome se dispute avant Madrid et Cincinnati avant Montréal/Toronto jusqu’en 2010, tandis que Tokyo/Wuhan/Guadalajara ont lieu avant Pékin jusqu’en 2023.
3. ↑  Le 1er décembre 2021, le président de la WTA, Steve Simon, annonce que tous les tournois prévus en Chine et à Hong Kong sont suspendus à partir de 2022, en raison de préoccupations concernant la sécurité et le bien-être de la joueuse de tennis chinoise Peng Shuai après ses allégations de relations sexuelles non-consenties avec Zhang Gaoli, membre de haut rang du Parti communiste chinois. Le tournoi de Pékin revient en 2023. Le tournoi de Guadalajara remplace celui de Wuhan pendant deux ans, ce dernier réapparaissant en 2024.

Nota: à partir de 2024, le nombre de tournois de cette catégorie passe à 10 par saison et l'alternance entre Dubaï et Doha est supprimée. Le codage Wiki actuel ne permet l'affichage que du résultat de Dubaï si la joueuse a également joué Doha.

## Palmarès Junior

### En simple
| Résultat | Année | Tournoi | Surface | Adversaire  | Score    |
| -------- | ----- | ------- | ------- | ----------- | -------- |
| Victoire | 2015  | US Open | Dur     | Sofia Kenin | 7-5, 6-4 |

### En double
| Résultat | Année | Tournoi   | Surface | Partenaire     | Adversaires                  | Score     |
| -------- | ----- | --------- | ------- | -------------- | ---------------------------- | --------- |
| Finale   | 2014  | Wimbledon | Gazon   | Marie Bouzková | Tami Grende Ye Qiuyu         | 6-2, 7-65 |
| Victoire | 2015  | Wimbledon | Gazon   | Fanny Stollár  | Vera Lapko Tereza Mihalíková | 6-3, 6-2  |

En parallèle de son parcours chez les juniors, elle commence sa carrière professionnelle sur le circuit ITF. Depuis 2014, elle y a remporté neuf titres en simple et dix en double.

## Classements en fin de saison
| Année          | 2015 | 2016 | 2017 | 2018 | 2019 | 2020 | 2021 | 2022 | 2023 | 2024 |
| Rang en simple | 313  | 182  | 170  | 296  | 249  | 221  | 122  | 85   | 136  | 144  |
| Rang en double | 430  | 266  | 406  | 240  | 228  | 175  | 191  | 139  | 387  | 659  |

Source : (en) Classements de Dalma Gálfi sur le site officiel de la Fédération internationale de tennis